# Leonid Sobolev
Pour les articles homonymes, voir Sobolev.
Leonid Nikolaïevitch Sobolev  (en alphabet cyrillique russe : Леонид Николаевич Соболев) (né le 9 juin 1844, mort le 13 octobre 1913) est un militaire et un homme politique d'origine russe. Il est président du Conseil des ministres de Bulgarie de juillet 1882 à septembre 1883.

## Biographie
Il prend part à la Guerre russo-turque de 1877-1878.
Il est nommé président du Conseil des ministres de la principauté de Bulgarie par Alexandre Ier, le 5 juillet 1882.